# Musikgymnasium Schloss Belvedere
Das Musikgymnasium Schloss Belvedere ist ein staatliches Spezialgymnasium in Thüringen. Als musikalisch besonders begabt aufgefasste Kinder und Jugendliche werden dort ab der 5. Klasse unterrichtet. Der Schulkomplex mit Internat befindet sich rund fünf Kilometer südlich des Stadtzentrums von Weimar im Landschaftspark des Rokoko-Schlosses „Belvedere“.

## Geschichte

### 1775–1946
Ende des 18. Jahrhunderts fanden erste Bemühungen für die Gründung einer Musikschule in Weimar durch Christoph Martin Wieland (1775) und Herzogin Anna Amalia (1799) statt. Im Jahre 1848 wurde dieser Gedanke durch Franz Liszt aufgegriffen, welcher damals musikalischer Oberleiter der Hofkapelle und des Hoftheaters war. Die Gründung der Weimarer Orchesterschule erfolgte 1872 durch Carl Müllerhartung (1834–1908) angeregt durch Liszt und dessen Schüler. Müllerhartung wurde 1865 auf Vorschlag Liszts zum Musikdirektor berufen. Ab 1877 bot die Orchester- und Musikschule Vorbereitungskurse für Kinder an. Zwei Chöre und das Orchester der Schule hatten zu dieser Zeit großen Anteil am Musikleben Weimars und dessen Umgebung. Im Jahre 1885 kamen Opernkurse für musikalisch begabte Kinder und Jugendliche hinzu. Im Jahre 1902 wurde die Schule in „Großherzogliche Musikschule“ umbenannt, 1930 in „Staatliche Hochschule für Musik“. Im Jahre 1945 wurde die Hochschule mit Vorschule für musikalisch begabte Mädchen und Jungen geschlossen, jedoch bereits 1946 wiedereröffnet.

### 1947–1990
Zunächst bezog die Theaterabteilung, welche 1947 aus dem Hochschulverband ausschied, als selbständige Hochschule die Räumlichkeiten in Belvedere. Nachdem die Theaterschule 1953 nach Leipzig umgezogen war, wurde der Vorschulbereich der Hochschule für Musik in die freigewordenen Räumlichkeiten verlegt. Im Jahre 1958 wurde die Schule zur Unterstufe der Franz-Liszt-Hochschule Weimar, welche 1962 in „Spezialschule für Musik der Hochschule für Musik FRANZ LISZT Weimar“ umbenannt wurde. Nach dem Abschluss der Klasse 10/II war ein Musik-Hochschulstudium möglich.

### Seit 1990

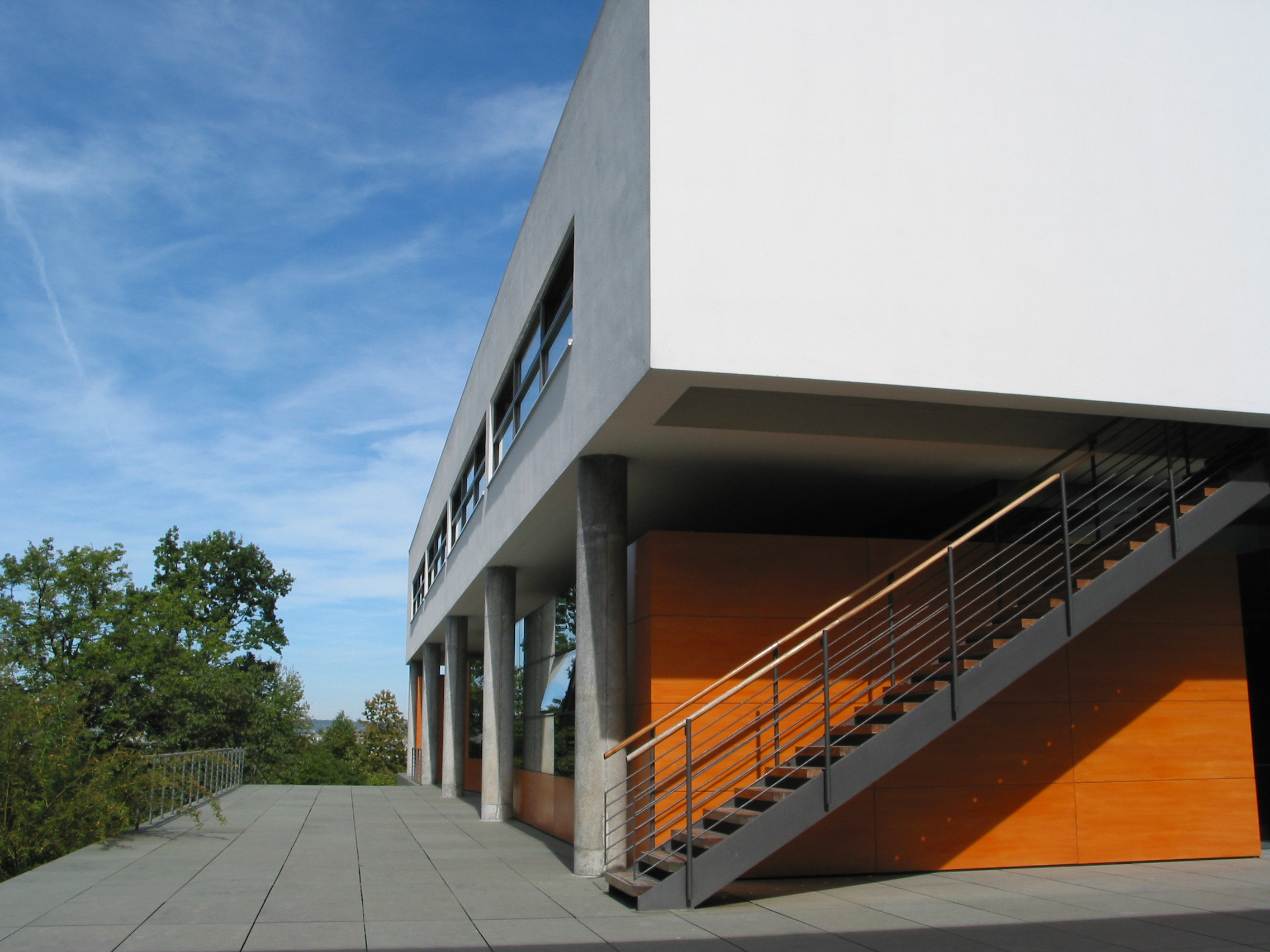
Blick über die Terrasse, rechts die Außentreppe zum Obergeschoss

Nach der Wende wurde die Spezialschule dem Thüringer Kultusministerium unterstellt sowie ein „Verein der Freunde und ehemaligen Schüler der Spezialschule für Musik Weimar, Schloss Belvedere e. V.“ gegründet. Im Rahmen der Bildungsreform wurde die Schule 1991 in „Musikgymnasium Schloss Belvedere Weimar“ umbenannt. Ein Jahr später gab das Musikgymnasium die baufälligen Kavaliershäuser am Schloss Belvedere auf und war für mehrere Jahre in Containern in der Ilm-Aue und anderen Ausweichquartieren in Weimar untergebracht.
Im Jahre 1994 wurde das Musikgymnasium zur UNESCO-Projektschule. Im folgenden Jahr erfolgte die Grundsteinlegung für das neue Musikgymnasium im Park des Schlosses Belvedere, welches 1996 fertiggestellt und bezogen wurde. Das Gebäude ähnelt der ikonischen Villa Savoye von Le Corbusier. Es wurde von der Deutschen Bank AG finanziert und durch die Kölner Architekten Thomas van den Valentyn und Seyed Mohammed Oreyzi geplant und realisiert. Der Entwurf im Stil des Neuen Bauens wurde 1996 mit dem Thüringer Staatspreis für Architektur und Städtebau und 1997 mit dem Deutschen Kritikerpreis für Architektur ausgezeichnet. Nachdem sich Bauschäden eingestellt hatten, wurden von 2018 bis 2020 Dach und Fassaden sowie die Außenanlagen aus Naturstein und Holz vollständig erneuert und die Elektroinstallationen um moderne Netzwerktechnik ergänzt.
Im September 2004 wurde außerdem eines der Kavaliershäuser der barocken Schlossanlage, das im Oktober 1999 übernommene „Mozarthaus“, eingeweiht und bezogen. In diesem Gebäude, welches vom Freistaat Thüringen finanziert wurde, befinden sich 26 neue Übungsräume, ein Chorsaal sowie ein Sportsaal. Auch Teile von dessen Fassaden und Dach wurden seit der ersten Fertigstellung 2004 zweimal saniert.

## Schulprofil

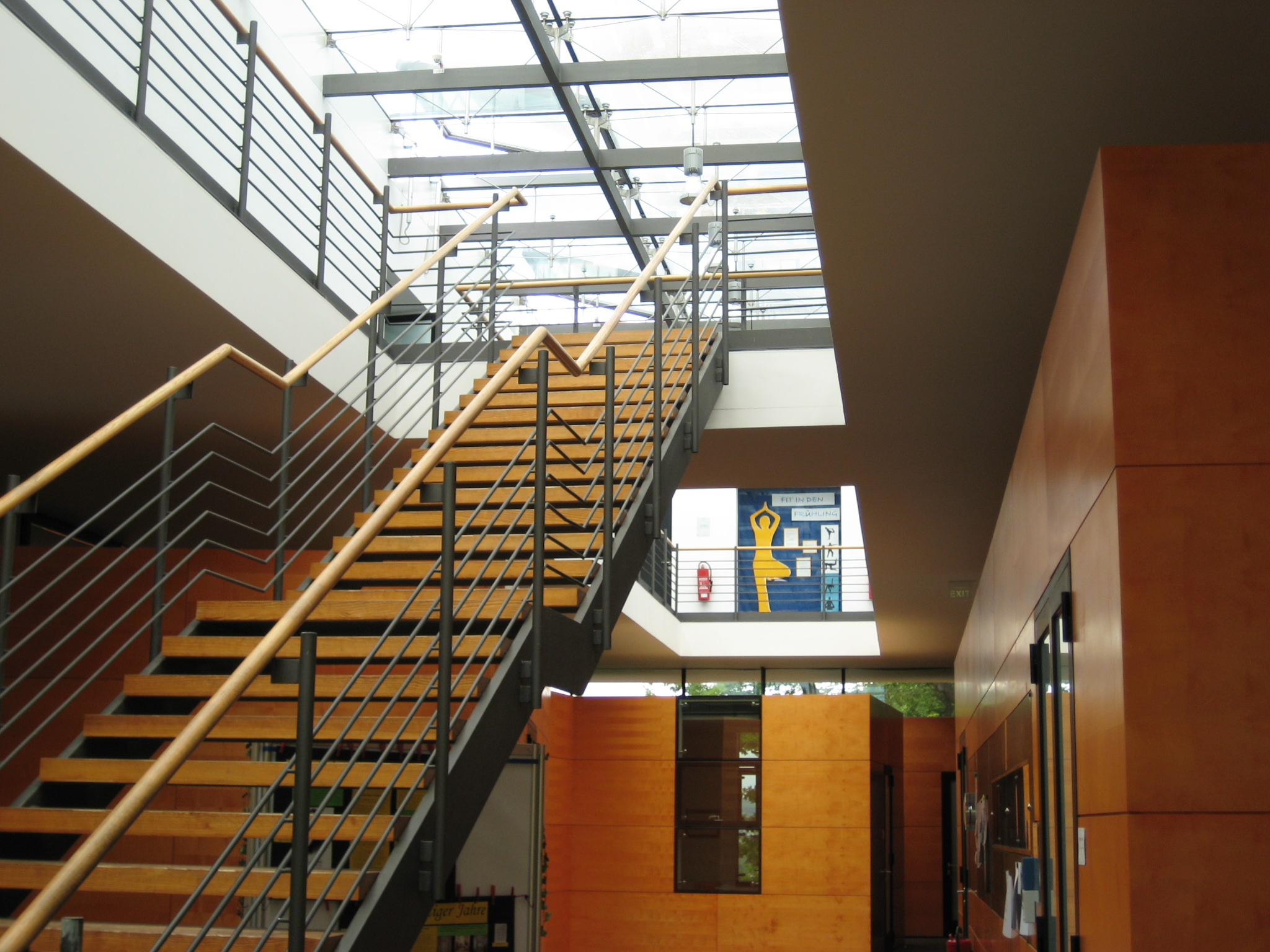
Treppenhaus

Das Musikgymnasium Schloss Belvedere ist ein Spezialgymnasium. Nach einer bestandenen Eignungsprüfung erhalten die Schüler ab der 5. Klasse neben der üblichen gymnasialen Ausbildung eine intensive musikalische Förderung durch Einzelunterricht in der Instrumentalausbildung, Gruppenunterricht in Musiktheorie, Gehörbildung und Rhythmik, Klassenunterricht in Musikkunde sowie Ensemblemusizieren in Chor und Orchester. Dabei werden sie von Professoren und Lehrbeauftragten der Hochschule für Musik FRANZ LISZT Weimar unterrichtet. Halbjährlich werden die musikalischen Leistungen der Schüler in Prüfungsvorspielen von Haupt- und Nebenfächern überprüft. Viele der Schüler nehmen erfolgreich an nationalen und internationalen Wettbewerben teil. Regelmäßig spielen Schüler und Ensembles in Konzerten und zu repräsentativen Veranstaltungen des Freistaates Thüringen. Es werden alle Orchesterinstrumente, Klavier, Orgel, Akkordeon, Gitarre, Blockflöte, klassischer Gesang und Komposition unterrichtet. Die musikalische Ausbildung wird komplett vom Freistaat Thüringen finanziert.
Aufgrund geringer Schülerzahlen in den unteren Klassen werden die Klassen 5 und 6 in verschiedenen Fächern jahrgangsübergreifend unterrichtet. In der Oberstufe werden die an Thüringer Gymnasien üblichen vier Halbjahreskurse 11 I, 11 II, 12 I und 12 II auf insgesamt drei Jahre gestreckt, wodurch sich die Unterrichtsstundenzahl pro Woche auf 27 bzw. 28 reduziert und in der Folge mehr Zeit für die Musik bleibt. Da die Internatsschule Schüler aus dem ganzen Bundesgebiet besuchen, wechseln Fünf-Tage-Schulwochen (Montag bis Freitag) und Sechs-Tage-Schulwochen (Montag bis Samstag) einander ab, um an den durchschnittlich vierzehntäglichen „langen Wochenenden“ die Heimfahrt der Internatsschüler zu ermöglichen. Neben der ersten Fremdsprache Englisch wird Italienisch, die „Sprache der Musik“, unterrichtet. Aufgrund der Kooperation mit der Hochschule für Musik FRANZ LISZT Weimar unterscheiden sich die Ferientermine in Belvedere von denen anderer Thüringer Schulen.
Die Schüler kommen jeweils annähernd zur Hälfte aus Thüringen und aus dem übrigen Deutschland, wenige kommen auch aus dem Ausland. Die meisten (ca. 75 %) von ihnen wohnen im Internat, das dem Musikgymnasium angegliedert ist. An jedem zweiten Wochenende fahren die Schüler zu ihren Familien nach Hause. Für die Internatsunterbringung müssen jährlich rund 3000 € gezahlt werden.

## Prüfungen

### Aufnahmeprüfung
Um das Musikgymnasium Schloss Belvedere besuchen zu dürfen, muss grundsätzlich eine Aufnahmeprüfung vollständig absolviert und bestanden werden. Die Kommission der Aufnahmeprüfung im Hauptfach setzt sich aus wenigstens drei Professoren, Dozenten oder Lehrbeauftragten der Hochschule für Musik FRANZ LISZT Weimar einschließlich der zukünftigen Hauptfach-Lehrkraft zusammen.

### Hauptfachprüfungen
Die Schülerinnen und Schüler sind dazu verpflichtet, gegen Ende jeden Schulhalbjahres eine Prüfung in ihrem Hauptfach (bei Generalisten „Schwerpunktfach“) abzulegen. Die Jury der Prüfung besteht aus mindestens drei Professoren, Dozenten oder Lehrbeauftragten der Hochschule für Musik FRANZ LISZT Weimar einschließlich der zuständigen Hauptfach-Lehrkraft.
In manchen Fachrichtungen besteht auch die Option, beim Bundeswettbewerb „Jugend musiziert“ erzielte Ergebnisse anrechnen zu lassen. In diesem Fall wird die Bewertung der Wettbewerbsjury übernommen und in eine Prüfungszensur konvertiert. Hintergrund dieser Möglichkeit ist, dass aufgrund zeitlicher Korrespondenzen sich das Wertungsprogramm der Hauptfach-Prüfung im Normalfall kaum vom Wertungsprogramm bei „Jugend musiziert“ unterscheidet und die Darbietungsqualität dieses Programmes bereits von einer mehrköpfigen Jury evaluiert worden ist. So kann für Schüler der Stress reduziert werden und es verringert sich zugleich der organisatorische und zeitliche Aufwand für die Hochschule; die Hauptfach-Lehrkraft kennt das Wertungsprogramm ohnehin schon.

### Nebenfachprüfungen
Schülerinnen und Schüler, die ein oder mehrere Nebenfächer belegen, sind dazu verpflichtet, ab dem zweiten Halbjahr, in dem sie Unterricht im Nebenfach erhalten haben, gegen Ende jeden Schulhalbjahres eine Prüfung in ihrem Nebenfach bzw. ihren Nebenfächern (bei Generalisten „Ergänzungsfach“) abzulegen. Die Jury der Nebenfach-Prüfung besteht aus mindestens zwei Dozenten oder Lehrbeauftragten der Hochschule für Musik FRANZ LISZT Weimar, in einigen Fällen einschließlich der zuständigen Nebenfach-Lehrkraft.
Alle Schülerinnen und Schüler erhalten verpflichtend Unterricht im Nebenfach Klavier. Schülerinnen und Schüler, die Klavier bereits als Haupt- oder Schwerpunktfach belegen, erhalten verpflichtend Unterricht im Nebenfach Blattspiel. Bei Bedarf und Zustimmung seitens der künstlerischen Leitung kann generell das Nebenfach Orgel in beiden Fällen anstelle des klavierpraktischen Unterrichtes stehen. Schülerinnen und Schüler, die das Fach Komposition als Hauptfach belegen, erhalten zusätzlich Unterricht im Nebenfach theoriebegleitendes Klavierspiel. Von diesen Regelungen ausgenommen sind die Klassenstufen 5/6, 11sp und 12.

### Öffentliche Prüfungskonzerte der Klasse 9
Die öffentlichen Prüfungskonzerte ersetzen die Hauptfach-Prüfung im ersten Halbjahr der 9. Klassenstufe.

### Innerschulischer Wettbewerb der Klasse 11
Im „Innerschulischen Wettstreit“ der Klasse 11 werden in Konzertform präsentierte Leistungen aller Klassenmitglieder von einer schulexternen, häufig internationalen, fachübergreifenden Jury miteinander verglichen. Verpflichtend zu präsentierende Solomusik darf ergänzt werden mit Kammermusik. Wenn während eines Wettbewerbsvorspiels eine entsprechende Hauptfachprüfungskommission anwesend ist, kann das Wettbewerbsprogramm von dieser Kommission gleichzeitig als Hauptfachprüfung des Kurses 11 II bewertet werden.

### Abiturkonzerte der Klasse 12
Die Abiturprüfung in dem am Musikgymnasium Schloss Belvedere verpflichtend zu belegenden Fach „Musik mit erhöhtem Anforderungsniveau“ enthält auch einen praktischen Prüfungsteil. Diese Prüfungsleistung wird in der Regel im Rahmen eines öffentlichen Konzertes erbracht. Solistisch darzubietende Sätze dürfen durch Kammermusikbeiträge ergänzt werden.

### Prüfungsübersicht
- HF = Hauptfach
- NF = Nebenfach

| Prüfung                   | Aufnahmeprüfung                                                           | Hauptfachprüfungen | Nebenfachprüfungen                                                                                               | Öffentliche Prüfungskonzerte der Klasse 9                                                                                     | Innerschulischer Wettbewerb der Klasse 11                                                                                                 | Abiturkonzerte der Klasse 12                                                                             |
| ------------------------- | ------------------------------------------------------------------------- | --- | --- | --- | --- | --- |
| Prüfungskommission        | intern                                                                    | intern | intern | extern | extern | keine Informationen vorhanden                                                                            |
| Anzahl der Jurymitglieder | ≥3 inkl. zukünftige HF-Lehrkraft                                          | ≥3 inkl. HF-Lehrkraft | ≥2 ggf. inkl. NF-Lehrkraft                                                                                       | 4 Juroren verschiedener musikpraktischer Fachbereiche, angepasst an die solche Situation in der entsprechenden Klasse         | 5 Juroren (inkl. Juryvorsitz) verschiedener musikpraktischer Fachbereiche, angepasst an die solche Situation in der entsprechenden Klasse | keine Informationen vorhanden                                                                            |
| Veto                      | kein Vetorecht (in Ausnahmefällen zukünftige HF-Lehrkraft / Schulleitung) | HF-Lehrkraft | NF-Lehrkraft | HF-Lehrkraft | HF-Lehrkraft | keine Informationen vorhanden                                                                            |
| entscheidet über:         | Eignungsprüfung bestanden / nicht bestanden → Aufnahme an die Schule      | HF-Zensur Halbjahr / Schuljahr (Teilzensur Prüfungszensur; Teilzensur Unterrichtszensur durch jew. HF-Lehrkraft) → Verbleib an der Schule | NF-Zensur Halbjahr / Schuljahr (Teilzensur Prüfungszensur; Teilzensur Unterrichtszensur durch jew. NF-Lehrkraft) | HF-Zensur Halbjahr (Teilzensur Prüfungszensur; Teilzensur Unterrichtszensur durch jew. HF-Lehrkraft) → Verbleib an der Schule | HF-Zensur Schuljahr (Teilzensur Prüfungszensur; Teilzensur Unterrichtszensur durch jew. HF-Lehrkraft) → Verbleib an der Schule            | HF-Zensur Abitur (Prüfungszensur; Unterrichtszensur durch Gesamtheit aller abiturrelevanten HF-Zensuren) |

## Orgeln

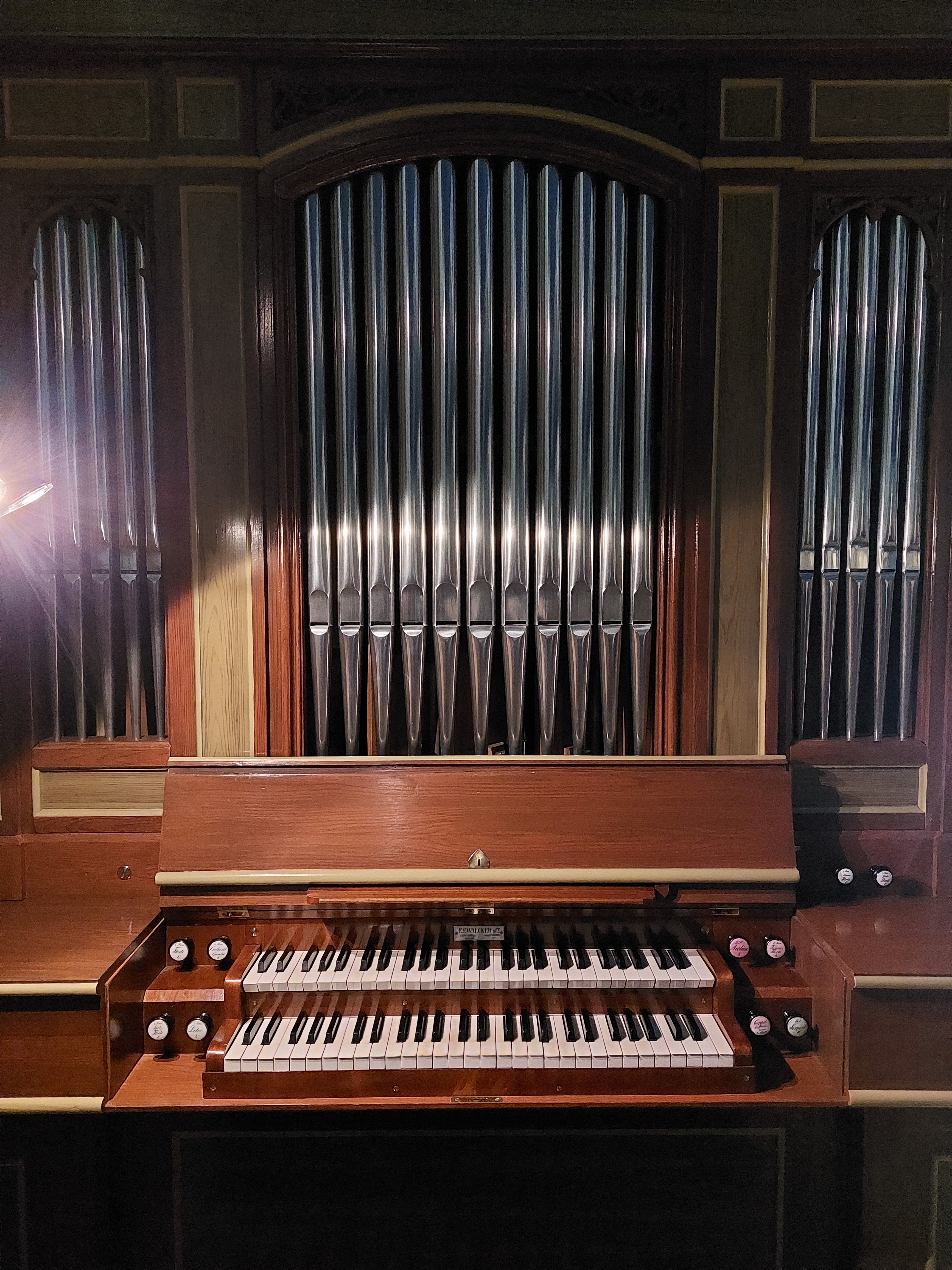
Walcker-Orgel (1877)

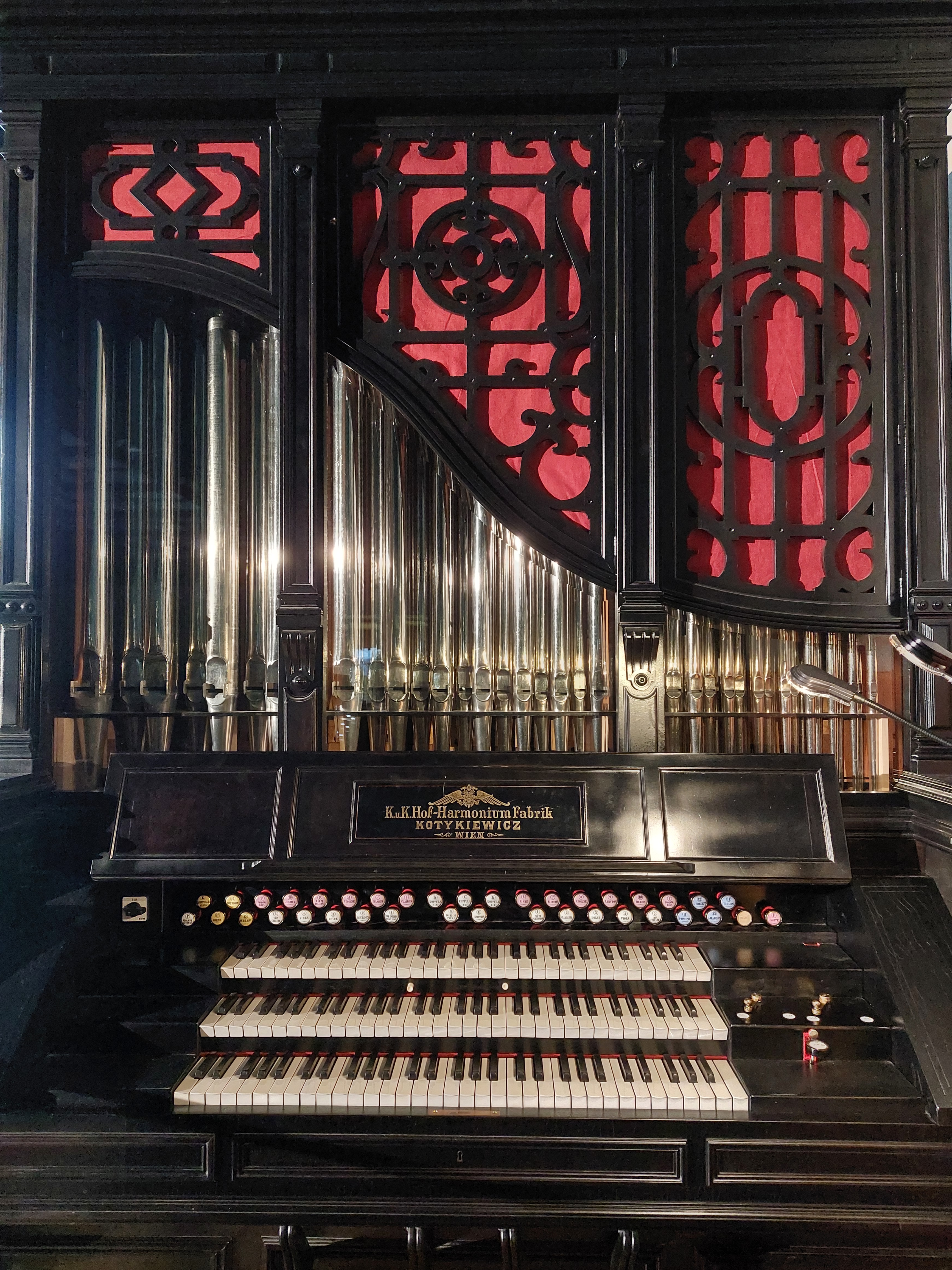
Kotykiewicz-Orgelharmonium (um 1900)

Das Musikgymnasium Schloss Belvedere beherbergt (Stand September 2024) zwei Orgeln (zweimanualig): Eine Ott-Orgel, erbaut 1968, und eine Walcker-Orgel aus dem Jahre 1877. Des Weiteren verfügt das Gymnasium über ein historisches Orgelharmonium (dreimanualig) der Harmoniumfabrik Kotykiewicz sowie eine elektronische Truhenorgel (einmanualig) des Musikinstrumentenherstellers Roland.
Darüber hinaus ist für Ende 2025 der Bau einer großen Orgel im Konzertsaal des Musikgymnasiums geplant. Diese soll mit 22 Registern, drei Manualen (plus Pedal), zwei Winddrosseln und einem mobilen elektrischen Spieltisch ausgestattet, den sogenannten »Orgelkosmos Belvedere« vervollständigen. Finanziert wird das Projekt von Dr. Brigitte Seebacher. Die praktische Umsetzung übernimmt die Orgelbaufirma Dlabal und Mettler aus Bílsko, Tschechien.

### Aktuelle Situation
Das Vorhaben »Orgelkosmos Belvedere« ist mit der Generalüberholung der Ott-Orgel und dessen Umzug aus dem Konzertsaal des Schulgebäudes in den Chorsaal des Mozarthauses im Sommer 2023 in Gang gebracht worden und wird seitdem planmäßig verwirklicht.
Die Orgelinstrumente ergänzen die zwölf Flügel, 32 Klaviere, zwei Konzert-Cembali und elf digitalen Tasteninstrumente der Schule. Aufgestellt in insgesamt 42 verschiedenen Räumen, bieten sie den gut 100 Schülerinnen und Schülern attraktive Ausbildungs- und Übungsbedingungen. Die Flügel werden vor allem für das Hauptfach Klavier und für Korrepetitionsaufgaben genutzt, die Klaviere vor allem im Ergänzungsfach Klavier, die digitalen Klaviere vornehmlich im Musiktheorie- und Tonsatzunterricht.

## Gebäudekomplex
Das eigentliche Gymnasium, auch als Haus im Park bezeichnet, wurde in den Jahren 1995 und 1996 im Stil der klassischen Moderne errichtet. Neben diesem schließt sich der Dreiseithof an, welcher zwischen 1730 und 1740 entstand. Der wiederum war einst der Teil der Menagerie. Das Winkelgebäude wird als Internat genutzt, der Alter Gasthof beherbergt die Verwaltung des Gymnasiums sowie des Internats und weitere Internats- und Übungsräume. Östlich dieses Komplexes schließt sich das Mozarthaus als eines der Kavaliershäuser des Schlosses Belvedere an. Es entstand zeitgleich mit dem Schloss ab 1724. Das Mozarthaus besteht aus drei Gebäudeteilen. Zum einen das Turmhaus, welches Übungs- und Unterrichtsräume beherbergt. Im Langhaus befindet sich neben Übungsräumen ein kleiner Saal. Der dritte Teil des Hauses, der Bogenbau, wird als Turnhalle genutzt.

Ansichten des Musikgymnasiums Schloss Belvedere
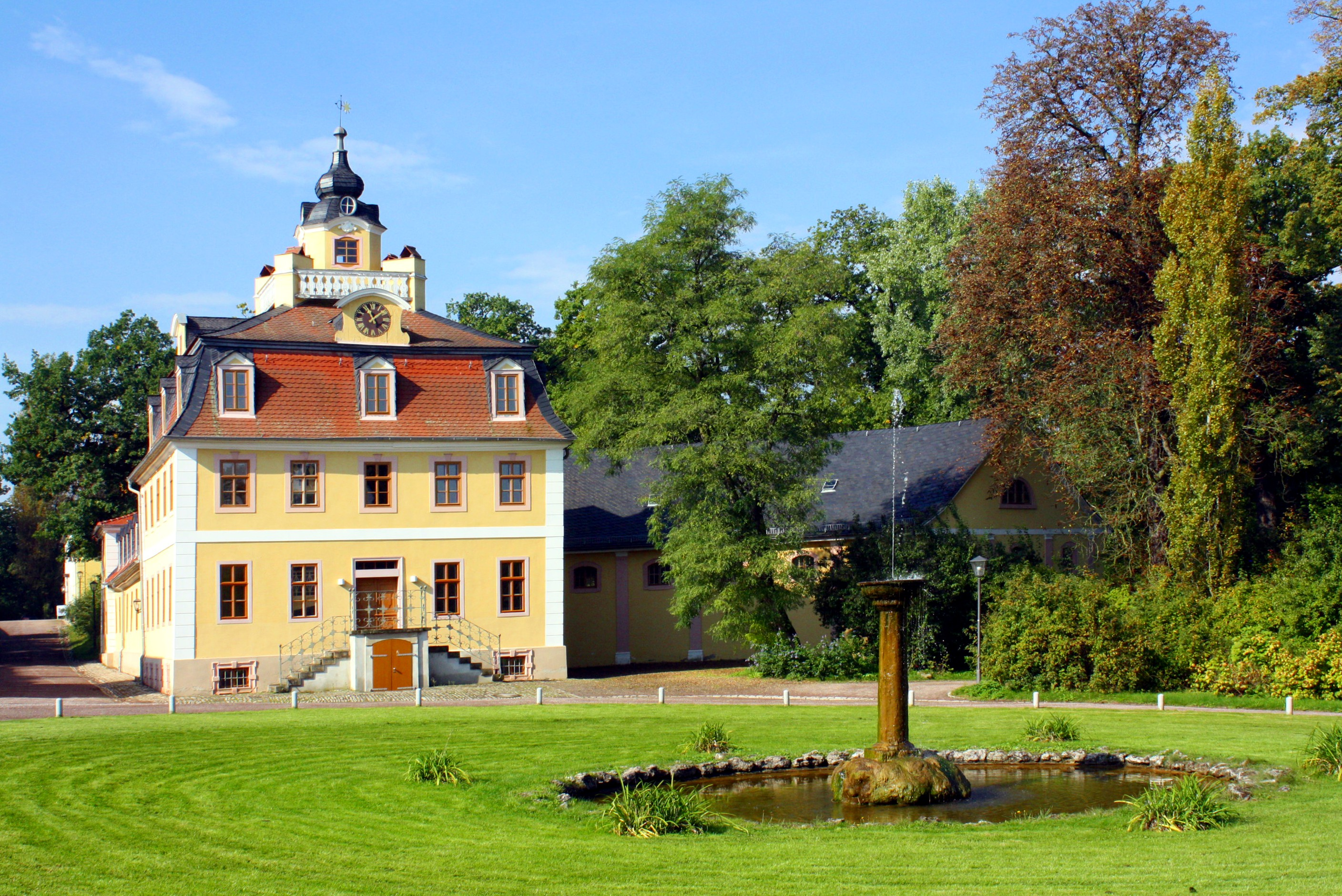
Mozarthaus, vorn das Turmhaus, rechts der Bogenbau
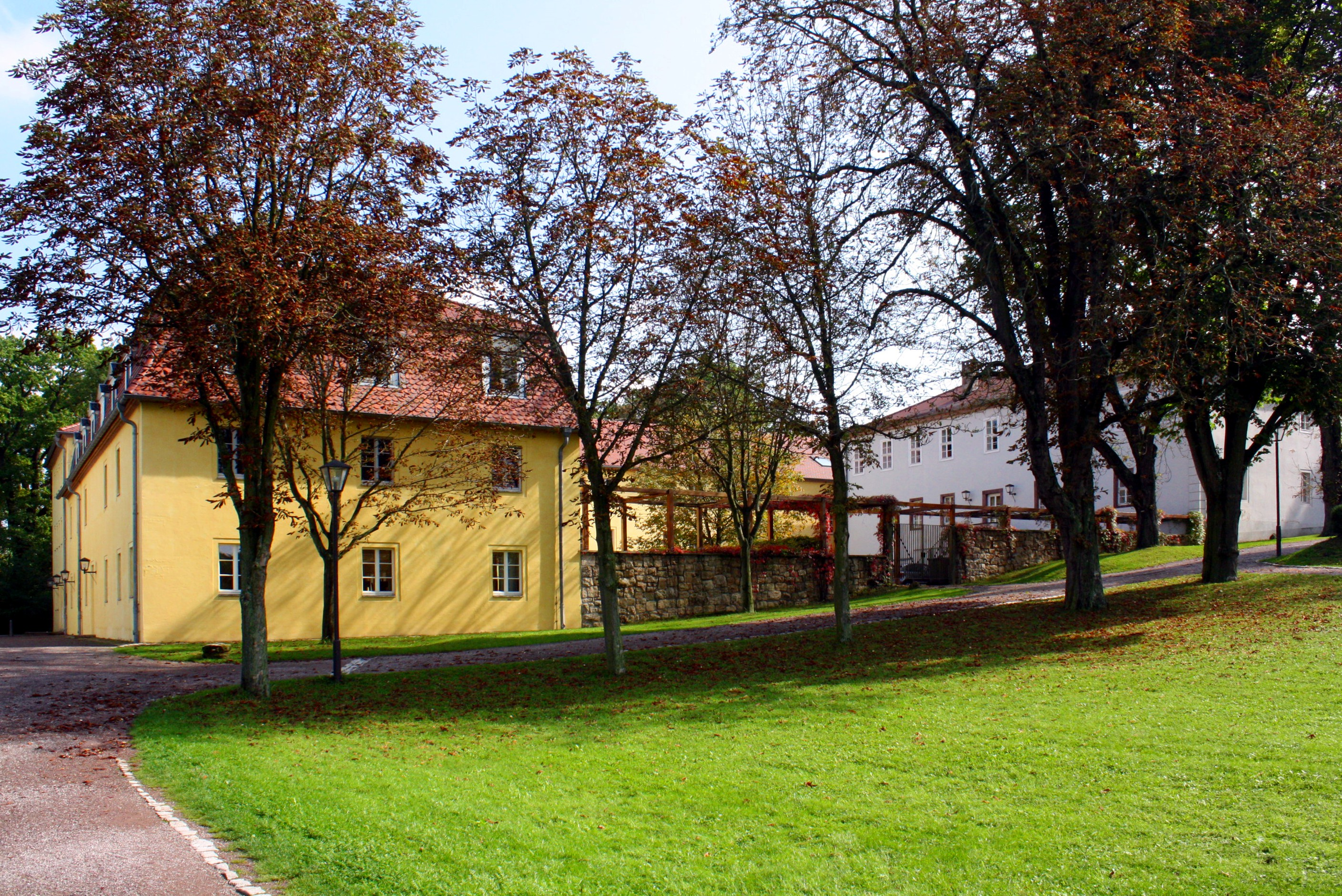
Dreiseithof, links das Internatsgebäude, rechts der Alte Gasthof
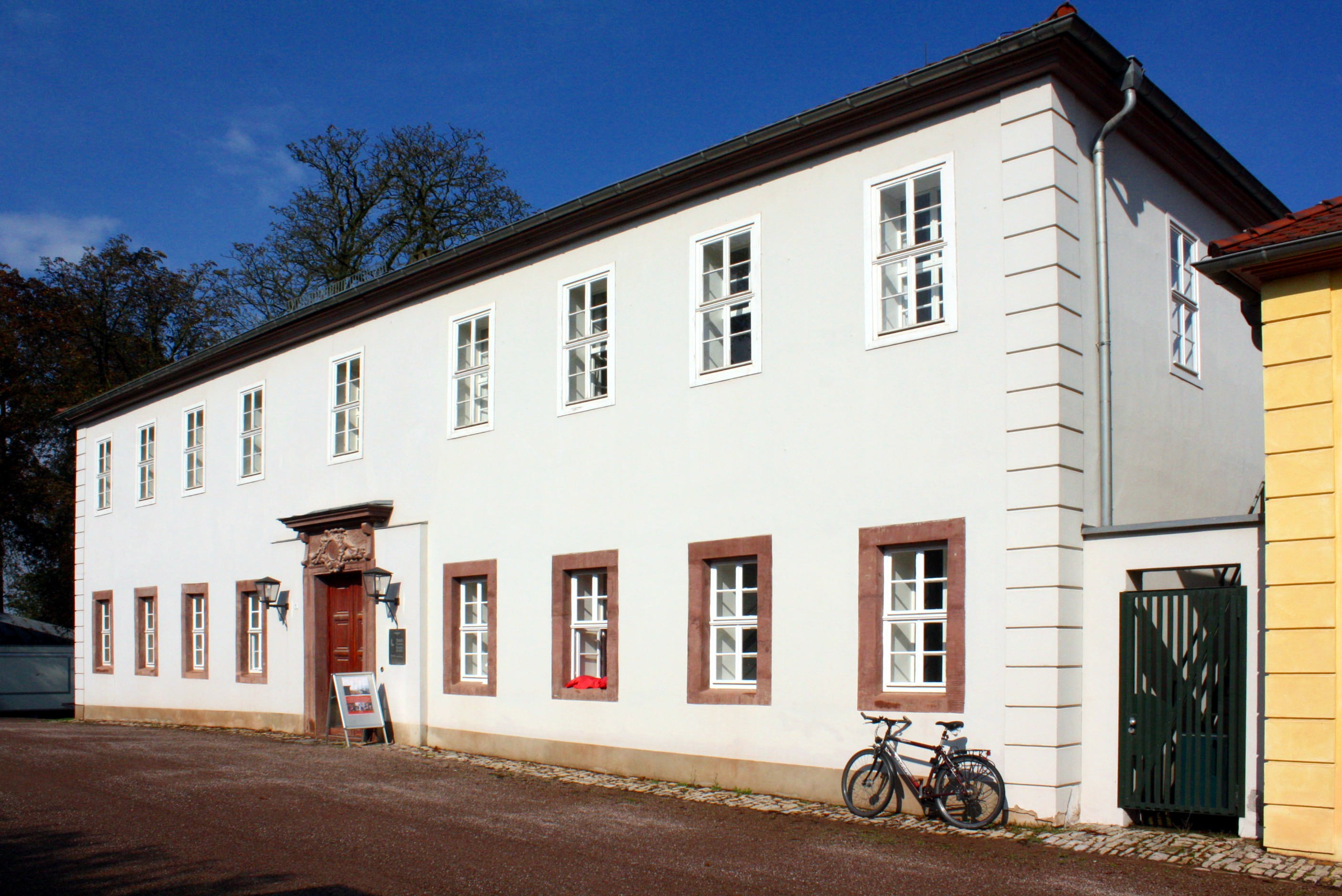
Alter Gasthof, Sitz der Verwaltung
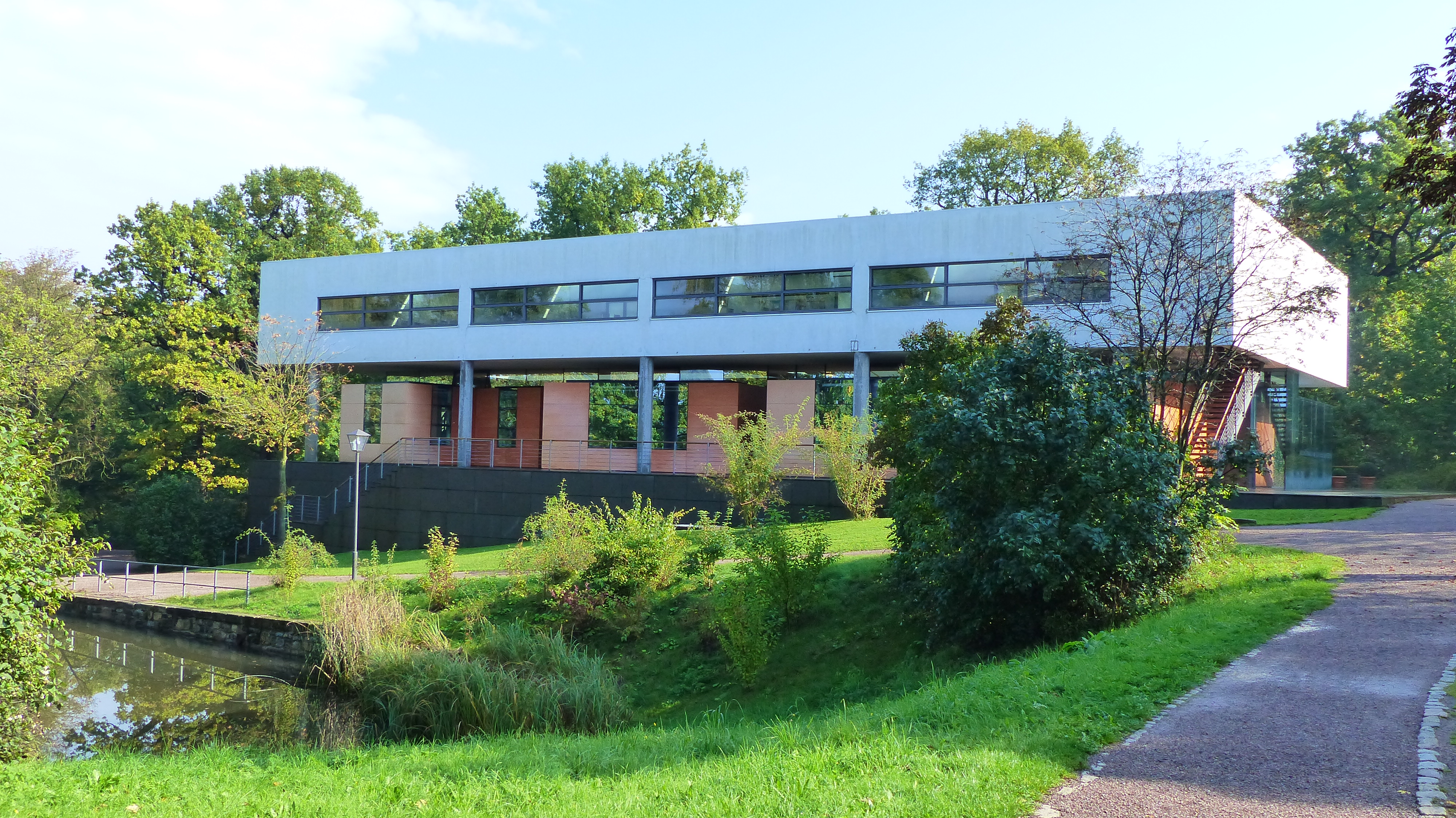
Musikgymnasium von Westen
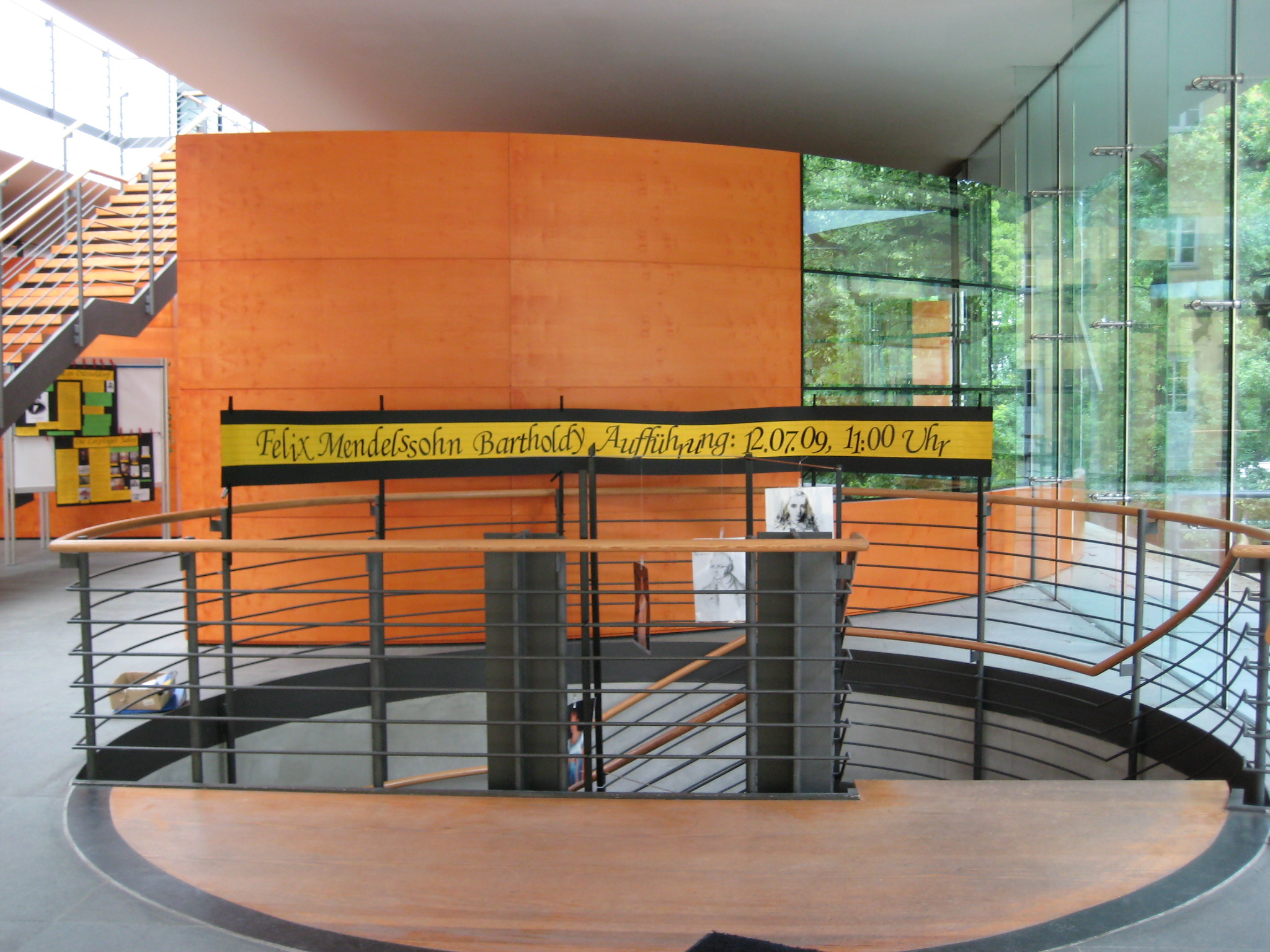
Eingangshalle des Hauses im Park

## Film
- 2007/2008 wurde von der ARD eine 13-teilige Doku-Soap »Träume, Tränen, Töne« über das Musikgymnasium gedreht. Darin werden fünf Kinder in ihrem Probejahr begleitet.

### Belletristik
- Rudolf Scholz: Damals in Belvedere. Roman, Mitteldeutscher Verlag, Halle-Leipzig 1978.